# Peugeot Exalt
Der Peugeot Exalt ist ein Konzeptfahrzeug des französischen Automobilherstellers Peugeot.

## Beschreibung
Es wurde zuerst auf der Automobilmesse Auto China im April 2014 in Peking vorgestellt und später in überarbeiteter Form auf der Mondial de l’Automobile im Oktober 2014 in Paris gezeigt.
Innovationen, die an diesem Fahrzeug vorgestellt wurden, sind unter anderem ein System zur Reinigung der Luft im Passagierraum sowie Schwarzlicht-Scheinwerfer, die bei schlechten Sichtverhältnissen eingesetzt werden sollen. Der Innenraum des Exalt orientiert sich am Design des i-Cockpit.
Der Peugeot Exalt galt zunächst laut Le Figaro als „Vorgeschmack“ auf einen neuen Peugeot 608. Das Design des Exalt floss schließlich vor allem in den seit 2018 gebauten Peugeot 508 II ein.